# International Shogi Forum
Pour les articles homonymes, voir ISF.
Le forum international de shogi (ou International de Shogi Forum, ISF; 国際将棋フォーラム ()) — est un tournoi de shogi international réservé aux amateurs organisé tous les trois ans par l'association japonaise de shogi. Le forum fait s'affronter les plus forts joueurs de shogi de différents pays ainsi que quelques joueurs amateurs japonais. D'autres événements liés au shogi sont également organisés.

## Premier International Shogi Forum (1999)
32 joueurs représentant 27 pays participent à l'événement principal, organisé à Tokyo.

### Tour préliminaire
8 groupes composés de 4 joueurs, deux qualifiés par groupe
| Qualifié         | Qualifié                | Groupe | Eliminé             | Eliminé                |
| ---------------- | ----------------------- | ------ | ------------------- | ---------------------- |
| Larry Kaufman    | Matt Casters            | A      | Cho ul Cha          | Kisliuk lev ulianovich |
| Boris Mirnik     | Virginia Gonzaga Suzuki | B      | Ashigaki Kaoru      | Marco Durante          |
| Tanada Mayumi    | Shu Jen Don             | C      | Robert Miller       | Fernando Batista       |
| Irina Novikov    | Zao Guo Lon             | D      | Alexander Martinoff | Carl Johan Nilsson     |
| Alse Olufsen     | Niwa Kenji              | E      | Chai Mee Joon       | Simon Morgan           |
| Hayashi Takahiro | George Fernandez        | F      | Les Blackstock      | Almira Skripchenko     |
| Eric Cheymol     | Seppo Kalevi Ronkko     | G      | Sakurai Naohiko     | Viktor Tyshchenko      |
| Aoki Mikio       | Marc Theeuwen           | H      | Harry Iwata         | Wisit Ngaolertloi      |

### Tableau final
| 2e tour                 | 3e tour                 | Quart de finale  | Demi-finale      | Vainqueur        |
| ----------------------- | ----------------------- | ---------------- | ---------------- | ---------------- |
| Larry Kaufman           | Larry Kaufman           | Larry Kaufman    | Larry Kaufman    | Hayashi Takahiro |
| Marc Theeuwen           | Larry Kaufman           | Larry Kaufman    | Larry Kaufman    | Hayashi Takahiro |
| Boris Mirnik            | Boris Mirnik            | Larry Kaufman    | Larry Kaufman    | Hayashi Takahiro |
| Eric Cheymol            | Boris Mirnik            | Larry Kaufman    | Larry Kaufman    | Hayashi Takahiro |
| Tanada Mayumi           | Tanada Mayumi           | Niwa Kenji       | Larry Kaufman    | Hayashi Takahiro |
| George Fernandez        | Tanada Mayumi           | Niwa Kenji       | Larry Kaufman    | Hayashi Takahiro |
| Niwa Kenji              | Niwa Kenji              | Niwa Kenji       | Larry Kaufman    | Hayashi Takahiro |
| Irina Novikov           | Niwa Kenji              | Niwa Kenji       | Larry Kaufman    | Hayashi Takahiro |
| Zao Guo Lon             | Zao Guo Lon             | Hayashi Takahiro | Hayashi Takahiro | Hayashi Takahiro |
| Alse Olufsen            | Zao Guo Lon             | Hayashi Takahiro | Hayashi Takahiro | Hayashi Takahiro |
| Hayashi Takahiro        | Hayashi Takahiro        | Hayashi Takahiro | Hayashi Takahiro | Hayashi Takahiro |
| Shu Jen Don             | Hayashi Takahiro        | Hayashi Takahiro | Hayashi Takahiro | Hayashi Takahiro |
| Virginia Gonzaga Suzuki | Virginia Gonzaga Suzuki | Matt Casters     | Hayashi Takahiro | Hayashi Takahiro |
| Seppo Kalevi Ronkko     | Virginia Gonzaga Suzuki | Matt Casters     | Hayashi Takahiro | Hayashi Takahiro |
| Aoki Mikio              | Matt Casters            | Matt Casters     | Hayashi Takahiro | Hayashi Takahiro |
| Matt Casters            | Matt Casters            | Matt Casters     | Hayashi Takahiro | Hayashi Takahiro |

## Deuxième International Shogi Forum 2002 (Tokyo)
L'événement principal a rassemblé 16 joueurs représentant 16 nations.
| #  | Joueurs          | Pays        | 1   | 2   | 3   | 4   | 5   | Total |    |
| -- | ---------------- | ----------- | --- | --- | --- | --- | --- | ----- | -- |
| 1  | Gert Schnider    | Autriche    | 4+  | 5-  | 7+  | 8+  | 6+  | 4     | 16 |
| 2  | Boris Mirnik     | Allemagne   | 3+  | 7+  | 13+ | 5+  | 4-  | 4     | 15 |
| 3  | Larry Kaufman    | États-Unis  | 2-  | 13+ | 9+  | 10+ | 5+  | 4     | 13 |
| 4  | Eric Cheymol     | France      | 1-  | 14+ | 12+ | 11+ | 2+  | 4     | 13 |
| 5  | Artem Kolomiyets | Ukraine     | 14+ | 1+  | 8+  | 2-  | 3-  | 3     | 16 |
| 6  | Kunio Yoshida    | Brésil      | 10+ | 12+ | 10+ | 7-  | 1-  | 3     | 13 |
| 7  | Masaki Hanawa    | Japon       | 13+ | 2-  | 1-  | 6+  | 15+ | 3     | 13 |
| 8  | Richard Bjerke   | Norvège     | 9+  | 11+ | 5-  | 1-  | 16+ | 3     | 12 |
| 9  | Tarin Clanuwat   | Thaïlande   | 8-  | 16+ | 3-  | 14+ | 11+ | 3     | 10 |
| 10 | Stephen Lamb     | Royaume-Uni | 6-  | 15+ | 6-  | 3-  | 13+ | 2     | 13 |
| 11 | Serguey Belov    | Russie      | 16+ | 8-  | 15+ | 4-  | 9-  | 2     | 11 |
| 12 | Marc Theeuwen    | Pays-Bas    | 15- | 6-  | 4-  | 16+ | 14+ | 2     | 9  |
| 13 | Peter Kaneko     | Suède       | 7-  | 3-  | 2-  | 15+ | 10- | 1     | 14 |
| 14 | Giussepe Baggio  | Italie      | 5-  | 4-  | 16+ | 9-  | 12- | 1     | 12 |
| 15 | Tang Shun Jie    | Chine       | 12+ | 10- | 11- | 13- | 7-  | 1     | 10 |
| 16 | Barbara Umeyama  | Paraguay    | 11- | 9-  | 14- | 12- | 8-  | 0     | 11 |

## Troisième International Shogi Forum 2005 (Tokyo)
L'événement principal a réuni 20 joueurs représentant 19 pays.
| #  | Joueurs               | Pays        | Total |
| -- | --------------------- | ----------- | ----- |
| 1  | Oka Kazutoshi         | Japon       | 5     |
| 2  | Victor Zapara         | Russie      | 4     |
| 3  | Guangming Gu          | Chine       | 4     |
| 4  | Manao Kagawa          | Japon       | 3     |
| 5  | Larry Kaufman         | États-Unis  | 3     |
| 6  | Eric Cheymol          | France      | 3     |
| 7  | Einar Jennson         | Islande     | 3     |
| 8  | Boris Mirnik          | Allemagne   | 3     |
| 9  | Sergei Korchitsky     | Biélorussie | 3     |
| 10 | Christer Hartman      | Suède       | 3     |
| 11 | Terje Cristoffersen   | Norvège     | 3     |
| 12 | Takashi Tamasiro      | Brésil      | 2     |
| 13 | Albrecht Heefer       | Suède       | 2     |
| 14 | Victor Schevchuk      | Ukraine     | 2     |
| 15 | Arend Van Oosten      | Pays-Bas    | 2     |
| 16 | Giuseppe Baggio       | Italie      | 2     |
| 17 | Tony Hosking          | Royaume-Uni | 1     |
| 18 | Pirun Rojmahamongkorn | Thaïlande   | 1     |
| 19 | Thomas Pfaffel        | Autriche    | 1     |
| 20 | Bryan Wald            | Canada      | 0     |

## Quatrième International Shogi Forum 2008 (Tendo)
Vingt compétiteurs représentant 18 nations participent au championnat ISF 2008 organisé à Tendo .

### Premier tour
| Qualifié          | Eliminé           |  | Qualifié          | Eliminé                |
| ----------------- | ----------------- |  | ----------------- | ---------------------- |
| Yuki Kasai        | Sergey Korchitsky |  | Artem Kolomiyets  | Terje Christoffersen   |
| Tang Shun jie     | Shinichi Abe      |  | Wisit Ngaolertloi | Shigetaka Sato         |
| Aarend Van Oosten | Jochen Drechsler  |  | Thomas Pfaffel    | Christer Hartman       |
| Victor Zapara     | Bart de Schepper  |  | Frederic Pottier  | Jeff Stroud            |
| Tony Hosking      | Alan Baker        |  | Jouni Tolonen     | Monica Escher Dreschow |

### Repêchages
| Qualifié          | Eliminé                |  | Qualifié         | Eliminé              |
| ----------------- | ---------------------- |  | ---------------- | -------------------- |
| Alan Baker        | Shigetaka Sato         |  | Bart de Schepper | Terje Christoffersen |
| Sergey Korchitsky | Jeff Stroud            |  | Christer Hartman | Jochen Drechsler     |
| Shinichi Abe      | Monica Escher Dreschow |  |                  |                      |

### Tableau final
| 2e tour           | Quart de finale   | Demi-finale       | Finale            | Vainqueur     |
| ----------------- | ----------------- | ----------------- | ----------------- | ------------- |
| Tang Shun jie     | Tang Shun jie     | Tang Shun jie     | Tang Shun jie     | Tang Shun jie |
| Jouni Tolonen     | Tang Shun jie     | Tang Shun jie     | Tang Shun jie     | Tang Shun jie |
| Tony Hosking      | Shinichi Abe      | Tang Shun jie     | Tang Shun jie     | Tang Shun jie |
| Shinichi Abe      | Shinichi Abe      | Tang Shun jie     | Tang Shun jie     | Tang Shun jie |
| Artem Kolomiyets  | Artem Kolomiyets  | Alan Baker        | Tang Shun jie     | Tang Shun jie |
| Bart de Schepper  | Artem Kolomiyets  | Alan Baker        | Tang Shun jie     | Tang Shun jie |
| Yuki Kasai        | Alan Baker        | Alan Baker        | Tang Shun jie     | Tang Shun jie |
| Alan Baker        | Alan Baker        | Alan Baker        | Tang Shun jie     | Tang Shun jie |
| Thomas Pfaffel    | Christer Hartman  | Aarend Van Oosten | Sergey Korchitsky | Tang Shun jie |
| Christer Hartman  | Christer Hartman  | Aarend Van Oosten | Sergey Korchitsky | Tang Shun jie |
| Victor Zapara     | Aarend Van Oosten | Aarend Van Oosten | Sergey Korchitsky | Tang Shun jie |
| Aarend Van Oosten | Aarend Van Oosten | Aarend Van Oosten | Sergey Korchitsky | Tang Shun jie |
| Wisit Ngaolertloi | Frederic Pottier  | Sergey Korchitsky | Sergey Korchitsky | Tang Shun jie |
| Frederic Pottier  | Frederic Pottier  | Sergey Korchitsky | Sergey Korchitsky | Tang Shun jie |
|                   | Sergey Korchitsky | Sergey Korchitsky | Sergey Korchitsky | Tang Shun jie |

#### Troisième place
Alan Baker  b Aarend Van Oosten 

## Cinquième International Shogi Forum 2011 (Paris)
Le cinquième International Shogi Forum est pour la seule fois (en 2018) organisé hors du Japon, à Paris en collaboration avec la Fédération Française de Shogi.
22 compétiteurs représentant 21 pays participent au Championnat International de Shogi.
| #  | Joueurs              | Pays        | Total |
| -- | -------------------- | ----------- | ----- |
| 1  | Jean Fortin          | France      | 7     |
| 2  | Laszlo Abuczy        | Hongrie     | 6     |
| 3  | Eric Cheymol         | France      | 6     |
| 4  | Karolina Styczinska  | Pologne     | 6     |
| 5  | Mako Tamaguchi       | Japon       | 5     |
| 6  | Sergey Belov         | Russie      | 5     |
| 7  | Yun Chen             | Chine       | 5     |
| 8  | Alan Baker           | États-Unis  | 5     |
| 9  | Marco Dietmayer      | Autriche    | 4     |
| 10 | Arend Van Oosten     | Pays-Bas    | 4     |
| 11 | Stefanos Mandalas    | Grèce       | 4     |
| 12 | Les Blastock         | Royaume-Uni | 3     |
| 13 | Terje Christoffersen | Norvège     | 3     |
| 14 | Martin Danerud       | Suède       | 3     |
| 15 | James Mann de Toledo | Pays-Bas    | 3     |
| 16 | Andrei Lysenka       | Italie      | 3     |
| 17 | Bart de Schepper     | Royaume-Uni | 3     |
| 18 | Daniel Prill         | Allemagne   | 3     |
| 19 | Nicola Craidi        | Italie      | 3     |
| 20 | Adam Skalny          | Slovaquie   | 2     |
| 21 | Arce Robinson        | Chili       | 1     |
| 22 | Efrem Rubio          | Espagne     | 0     |

## Sixième International Shogi Forum 2014 Shizuoka
Le sixième International Shogi Forum est de retour au Japon, à Shizuoka.
Le championnat international de shogi accueille 48 joueurs représentant 43 pays.
le Japon a 3 représentants ; la Chine, les États-Unis et le Brésil en ont 2.

### Tour preliminaire
| Groupe | Qualifié             | Barragistes         | Barragistes                      | Eliminé              |
| ------ | -------------------- | ------------------- | -------------------------------- | -------------------- |
| 1      | James Mann de Toledo | Alan Baker          | Wouter de Haas                   | Fernando Battista    |
| 2      | Li Peng Yu           | Hana Wada           | Andrea Kaspner                   | Michal Moravchik     |
| 3      | Marco Dietmayer      | Jean Fortin         | Kai Wan Leung                    | Yao Zhibiao          |
| 4      | Hakuto Takahashi     | Jan Dočekal         | Loi Ee Tack                      | Mikko Tornqvist      |
| 5      | Jonathan Ruiz        | Asle Olufsen        | Pornmongkol Pornpichitwattanakij | Lionel Kouassi       |
| 6      | Toshio Awano         | Peter Heine Nielsen | Christopher Gallardo             | Toh Teck Wei         |
| 7      | Yannick Pelletier    | Karolina Styczynska | Vladimir Frolochkin              | Yotuka Akuma         |
| 8      | Sergey Korchitsky    | Artem Kolomiyets    | George Fernandez                 | Eerdenebaatar Genden |
| 9      | Gu Guanming          | Stefanos Mandalas   | Chang Ichih                      | Steven Cain          |
| 10     | Colin Ng             | Andreas Diermair    | Hector Aguirre Sinagawa          |                      |
| 11     | Simon Meuller        | Frederic Verheyden  | Nicola Caridi                    |                      |
| 12     | Laszlo Abuczky       | Enver Oruro         | Michael Macinvern                |                      |

### Barrage
| Qualifié                         | Eliminé             |  | Qualifié             | Eliminé                 |
| -------------------------------- | ------------------- |  | -------------------- | ----------------------- |
| Jean Fortin                      | Jan Dočekal         |  | Enver Oruro          | Nicola Caridi           |
| Karolina Styczynska              | Artem Kolomiyets    |  | Frederic Verheyden   | Michael Macinvern       |
| Pornmongkol Pornpichitwattanakij | Peter Heine Nielsen |  | Chang Ichih          | Hector Aguirre Sinagawa |
| Hana Wada                        | Alan Baker          |  | Christopher Gallardo | Asle Olufsen            |
| Andrea Kaspner                   | Wouter de Haas      |  | Stefanos Mandalas    | Andreas Diermair        |
| Vladimir Frolochkin              | George Fernandez    |  | Kai Wan Leung        | Loi Ee Tack             |

### Tableau Principal
| 2e tour                | 3e tour              | Quart de finale     | Demi-finale         | Finale           | Vainqueur        |
| ---------------------- | -------------------- | ------------------- | ------------------- | ---------------- | ---------------- |
|                        | Sergey Korchitsky    | Sergey Korchitsky   | Gu Guanming         | Jean Fortin      | Hakuto Takahashi |
| Toshio Awano           | Toshio Awano         | Sergey Korchitsky   | Gu Guanming         | Jean Fortin      | Hakuto Takahashi |
| Chang Ichih            | Toshio Awano         | Sergey Korchitsky   | Gu Guanming         | Jean Fortin      | Hakuto Takahashi |
| Simon Meuller          | Stefanos Mandalas    | Gu Guanming         | Gu Guanming         | Jean Fortin      | Hakuto Takahashi |
| Stefanos Mandalas      | Stefanos Mandalas    | Gu Guanming         | Gu Guanming         | Jean Fortin      | Hakuto Takahashi |
|                        | Gu Guanming          | Gu Guanming         | Gu Guanming         | Jean Fortin      | Hakuto Takahashi |
|                        | Kai Wan Leung        | Jean Fortin         | Jean Fortin         | Jean Fortin      | Hakuto Takahashi |
| Jean Fortin            | Jean Fortin          | Jean Fortin         | Jean Fortin         | Jean Fortin      | Hakuto Takahashi |
| Yannick Pelletier      | Jean Fortin          | Jean Fortin         | Jean Fortin         | Jean Fortin      | Hakuto Takahashi |
| Karolina Styczynska    | Hana Wada            | Hana Wada           | Jean Fortin         | Jean Fortin      | Hakuto Takahashi |
| Hana Wada              | Hana Wada            | Hana Wada           | Jean Fortin         | Jean Fortin      | Hakuto Takahashi |
|                        | James Mann de Toledo | Hana Wada           | Jean Fortin         | Jean Fortin      | Hakuto Takahashi |
|                        | Laszlo Abuczky       | Hakuto Takahashi    | Hakuto Takahashi    | Hakuto Takahashi | Hakuto Takahashi |
| Hakuto Takahashi       | Hakuto Takahashi     | Hakuto Takahashi    | Hakuto Takahashi    | Hakuto Takahashi | Hakuto Takahashi |
| Li Peng Yu             | Hakuto Takahashi     | Hakuto Takahashi    | Hakuto Takahashi    | Hakuto Takahashi | Hakuto Takahashi |
| Marco Dietmayer        | Marco Dietmayer      | Marco Dietmayer     | Hakuto Takahashi    | Hakuto Takahashi | Hakuto Takahashi |
| P.Pornpichitwattanakij | Marco Dietmayer      | Marco Dietmayer     | Hakuto Takahashi    | Hakuto Takahashi | Hakuto Takahashi |
|                        | Enver Oruro          | Marco Dietmayer     | Hakuto Takahashi    | Hakuto Takahashi | Hakuto Takahashi |
|                        | Christopher Gallardo | Vladimir Frolochkin | Vladimir Frolochkin | Hakuto Takahashi | Hakuto Takahashi |
| Vladimir Frolochkin    | Vladimir Frolochkin  | Vladimir Frolochkin | Vladimir Frolochkin | Hakuto Takahashi | Hakuto Takahashi |
| Jonathan Ruiz          | Vladimir Frolochkin  | Vladimir Frolochkin | Vladimir Frolochkin | Hakuto Takahashi | Hakuto Takahashi |
| Colin Ng               | Colin Ng             | Colin Ng            | Vladimir Frolochkin | Hakuto Takahashi | Hakuto Takahashi |
| Andrea Kaspner         | Colin Ng             | Colin Ng            | Vladimir Frolochkin | Hakuto Takahashi | Hakuto Takahashi |
|                        | Frederic Verheyden   | Colin Ng            | Vladimir Frolochkin | Hakuto Takahashi | Hakuto Takahashi |
| 2e tour                | 3e tour              | Quart de finale     | Demi finale         | Finale           | Vainqueur        |

## Septième International Shogi Forum 2017 Kitakyushu
Le septième ISF est organisé à Kitakyushu, où s'affrontent 48 joueurs représentant 41 pays.

### Tour préliminaire
| Groupe | Qualifié           | Barragistes         | Barragistes             | Eliminé                  |
| ------ | ------------------ | ------------------- | ----------------------- | ------------------------ |
| 1      | Toshiei Masuko     | Long Do             | Steven Cain             | Muhamad Satria           |
| 2      | Keishi Tomiita     | Jean Fortin         | Sergey Korchitsky.      | Inseop Youn              |
| 3      | Adrian Potari      | Yasuhari Hato       | Dante Acuña             | Wouter de Haas           |
| 4      | Li Peng Yu         | Stefanos Mandalas   | Jordi Fluvia            | Fakhri Hamila            |
| 5      | Kamil Michaluk     | Kai Wan Leung       | Alejandro Reina Ramirez | Mikko Tornqvist          |
| 6      | Fernando Battista  | Yoshihisa Suzuki    | Boris Baydenko          | Veerayut Sreshtasit      |
| 7      | Thomas Pfaffel     | Richard Bjerke      | Eerdenbatar Genden      | Hans Bayer               |
| 8      | Gu Guanming        | Mikhail Ivanov      | Michele Riondino        | Marco Antonio Camacho    |
| 9      | Peter Shchesleniok | Christer Hartman    | Duhamel Bah             | Quang Huy Nguyen         |
| 10     | Kunio Yashida      | Yu Ning Liu         | Jean Francois Hastir    | Michael Mackinven        |
| 11     | Vincent Tanian     | Peter Heine Nielsen | Yuuki Tashiro           | Hassan Moustapha Elzeiny |
| 12     | Zhuo Loon Lim      | Thomas Leiter       | Robinson Arce           | Michal Moravchik         |

### Barrage
| Qualifié           | Eliminé             |  | Qualifié             | Eliminé                 |
| ------------------ | ------------------- |  | -------------------- | ----------------------- |
| Jean Fortin        | Long Do             |  | Christer Hartman     | Yu Ning Liu             |
| Sergey Korchitsky. | Steven Cain         |  | Stefanos Mandalas    | Dante Acuña             |
| Kai Wan Leung      | Yoshihisa Suzuki    |  | Boris Baydenko       | Alejandro Reina Ramirez |
| Thomas Leiter      | Peter Heine Nielsen |  | Eerdenbatar Genden   | Michele Riondino        |
| Yuuki Tashiro      | Robinson Arce       |  | Jean Francois Hastir | Duhamel Bah             |
| Jordi Fluvia       | Yasuhari Hato       |  | Richard Bjerke       | Mikhail Ivanov          |

### Tableau Principal
| 2e tour            | 3e tour              | Quart de finale | Demi-finale    | Finale         | Vainqueur      |
| ------------------ | -------------------- | --------------- | -------------- | -------------- | -------------- |
|                    | Thomas Pfaffel       | Yuuki Tashiro   | Keishi Tomiita | Keishi Tomiita | Keishi Tomiita |
|                    | Yuuki Tashiro        | Yuuki Tashiro   | Keishi Tomiita | Keishi Tomiita | Keishi Tomiita |
|                    | Fernando Battista    | Keishi Tomiita  | Keishi Tomiita | Keishi Tomiita | Keishi Tomiita |
|                    | Keishi Tomiita       | Keishi Tomiita  | Keishi Tomiita | Keishi Tomiita | Keishi Tomiita |
| Kai Wan Leung      | Thomas Leiter        | Thomas Leiter   | Thomas Leiter  | Keishi Tomiita | Keishi Tomiita |
| Thomas Leiter      | Thomas Leiter        | Thomas Leiter   | Thomas Leiter  | Keishi Tomiita | Keishi Tomiita |
| Vincent Tanian     | Vincent Tanian       | Thomas Leiter   | Thomas Leiter  | Keishi Tomiita | Keishi Tomiita |
| Boris Baydenko     | Vincent Tanian       | Thomas Leiter   | Thomas Leiter  | Keishi Tomiita | Keishi Tomiita |
| Li Peng Yu         | Toshiei Masuko       | Toshiei Masuko  | Thomas Leiter  | Keishi Tomiita | Keishi Tomiita |
| Toshiei Masuko     | Toshiei Masuko       | Toshiei Masuko  | Thomas Leiter  | Keishi Tomiita | Keishi Tomiita |
| Christer Hartman   | Stefanos Mandalas    | Toshiei Masuko  | Thomas Leiter  | Keishi Tomiita | Keishi Tomiita |
| Stefanos Mandalas  | Stefanos Mandalas    | Toshiei Masuko  | Thomas Leiter  | Keishi Tomiita | Keishi Tomiita |
| Jean Fortin        | Jean Fortin          | Jean Fortin     | Gu Guanming    | Gu Guanming    | Keishi Tomiita |
| Kamil Michaluk     | Jean Fortin          | Jean Fortin     | Gu Guanming    | Gu Guanming    | Keishi Tomiita |
| Eerdenbatar Genden | Jordi Fluvia         | Jean Fortin     | Gu Guanming    | Gu Guanming    | Keishi Tomiita |
| Jordi Fluvia       | Jordi Fluvia         | Jean Fortin     | Gu Guanming    | Gu Guanming    | Keishi Tomiita |
| Sergey Korchitsky. | Gu Guanming          | Gu Guanming     | Gu Guanming    | Gu Guanming    | Keishi Tomiita |
| Gu Guanming        | Gu Guanming          | Gu Guanming     | Gu Guanming    | Gu Guanming    | Keishi Tomiita |
| Kunio Yashida      | Zhuo Loon Lim        | Gu Guanming     | Gu Guanming    | Gu Guanming    | Keishi Tomiita |
| Zhuo Loon Lim      | Zhuo Loon Lim        | Gu Guanming     | Gu Guanming    | Gu Guanming    | Keishi Tomiita |
|                    | Adrian Potari        | Adrian Potari   | Richard Bjerke | Gu Guanming    | Keishi Tomiita |
|                    | Peter Shchesleniok   | Adrian Potari   | Richard Bjerke | Gu Guanming    | Keishi Tomiita |
|                    | Jean Francois Hastir | Richard Bjerke  | Richard Bjerke | Gu Guanming    | Keishi Tomiita |
|                    | Richard Bjerke       | Richard Bjerke  | Richard Bjerke | Gu Guanming    | Keishi Tomiita |
| 2e tour            | 3e tour              | Quart de finale | Demi-finale    | Finale         | Vainqueur      |